# Histoire de la Nouvelle-Néerlande

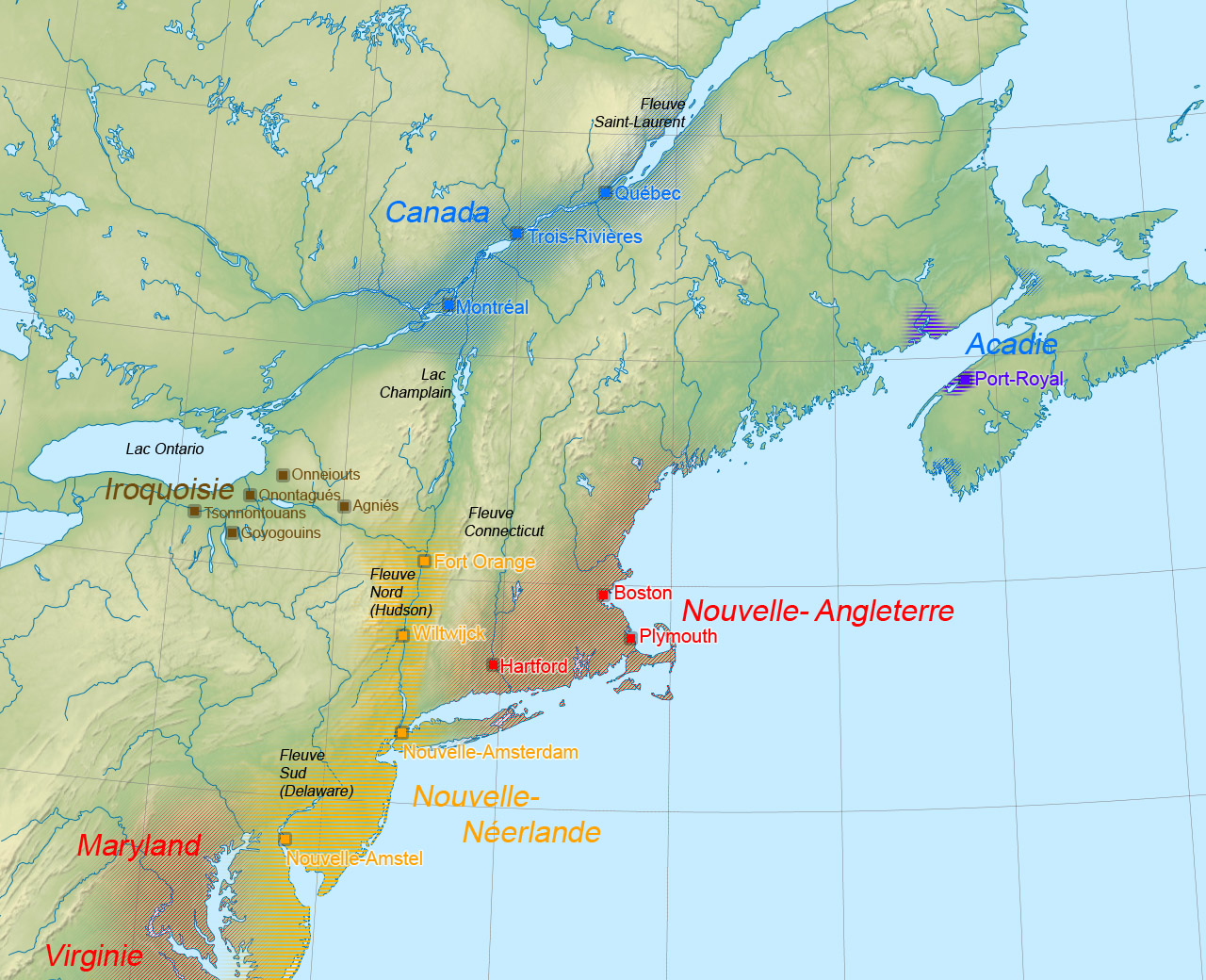
Carte politique du nord-est de l'Amérique du Nord en 1664.

 (novembre 2011).
Si vous disposez d'ouvrages ou d'articles de référence ou si vous connaissez des sites web de qualité traitant du thème abordé ici, merci de compléter l'article en donnant les références utiles à sa vérifiabilité et en les liant à la section « Notes et références ».
L'histoire de Nouvelle-Néerlande s'échelonne pendant la période de colonisation de l'Amérique du Nord par les Néerlandais du voyage de Henry Hudson pour le compte de la Compagnie néerlandaise des Indes orientales en 1609 à 1674, année de la cession définitive de la Nouvelle-Néerlande à l'Angleterre au traité de Westminster.

## Henry Hudson et les compagnies particulières (1609–1624)
C'est avec la création de facto des Provinces-Unies avec l'Union d'Utrecht de 1573, en rébellion constante avec l'Espagne de Philippe II et de Philippe III que naît cette nouvelle puissance commerciale et maritime de l'Europe occidentale.  Bientôt réunis en compagnies d’import-export, les marchands néerlandais, de connivence avec l’État, fondent la Compagnie néerlandaise des Indes orientales (abréviation VOC) en 1602.  Cette dernière, cherchant de nouvelles routes commerciales qui pourraient s’avérer profitables, engage le capitaine et explorateur Henry Hudson pour explorer la route du nord-ouest, le passage par le nord sibérien vers l’Asie.  Celui-ci, ayant déjà tenté le même trajet pour le compte d’investisseurs anglais (Compagnie de Moscovie), il décide, à la barre du navire Halve Maen (demi-Lune), de chercher le chemin des Indes vers l’ouest, comme l’indiquaient les notes du capitaine anglais John Smith qui avait fait partie de la première tentative de colonisation permanente en Virginie anglaise et ce, à l'encontre des directives qu’il reçut de son employeur.
Depuis la Virginie, il remonte la côte est américaine jusqu’à l’embouchure de la Zuide Rivier (à l’époque inconnue) puis jusqu’à la baie de New York que Verrazano avait baptisée «Nouvelle-Angoulême» en 1524.  Remontant le fleuve qui allait porter son nom, il se rendit rapidement compte que celui ne menait vraisemblablement pas au « royaume de Cathay ».  D’ailleurs, son journal de bord est le premier à citer le terme amérindien « Manna-hata », dont dérive le nom « Manhattan » pour désigner l’île située à l'embouchure du fleuve.
Son voyage de retour pour le compte d’intérêts particuliers néerlandais allait éveiller un intérêt commercial remarquable pour la traite des fourrures dans le delta de la Noort Rivier.
Dès l’année d'après, puis au cours des années suivantes, quatre compagnies néerlandaises entrent en compétition pour le commerce et la traite des pelleteries avec les Amérindiens de la région.  Deux postes ont probablement été ainsi érigés dès 1611 à la hauteur du futur Fort Orange, sur l'île de Castle (maintenant le port d'Albany), et à l’estuaire de la  Versche Rivier (correspondant au fleuve Connecticut).
Ces quatre compagnies se souciant de l'impact négatif d'une rivalité commerciale entre Européens s'unissent et reçoivent une charte et un monopole sur la traite s'échelonnant sur trois années des États généraux sur les territoires situés entre les 40e et le 45e parallèles en 1614. Cependant, le monopole n'est pas reconduit en 1618 et la compétition ne fait que s'aggraver jusqu'en 1621, année où la Compagnie néerlandaise des Indes occidentales est créée sur le modèle de la VOC. Le premier voyage que cette nouvelle société dirigée principalement par la chambre de commerce d’Amsterdam s'échelonne de 1623 à 1624.

## Les années pionnières (1624-1637)

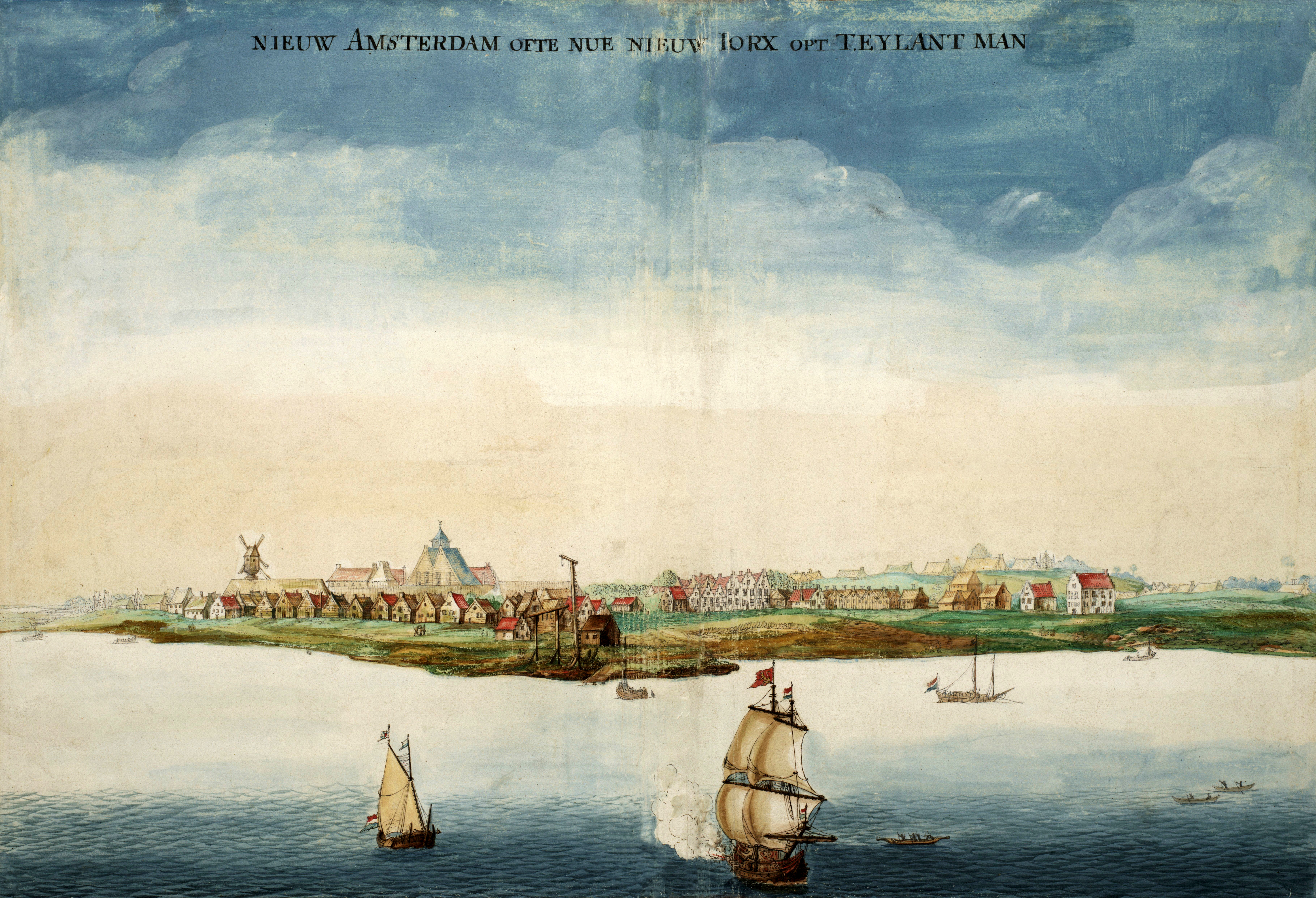
La Nouvelle-Amsterdam aux environs de 1650

En 1623 ou 1624 (selon les témoignages de l'époque), les trente premières familles de colons engagées pour occuper les territoires réclamés par les Néerlandais sont disséminées en quatre points, huit hommes sont placés en poste à l'île-aux-Noix (Noten Eyland, aujourd'hui Governors Island) dans le delta de la vallée de la Noortrivier, 18 familles sont conduites à Fort Orange, le Fort Wilhelmus (en aval de la Zuidrivier) accueille huit familles et Kievits Hoeck (maintenant Saybroeck Point) à l'embouchure de la Versche rivier. L’île de Manhattan est utilisée jusqu'en 1626 comme lieu d'élevage d'animaux domestiques.
En 1626, sous la menace grandissante d'attaques d'autres nations européennes, les dirigeants de la Compagnie néerlandaise des Indes occidentales décident de consolider leur colonie et donnent à Willem Verhulst le mandat de rapatrier les colons au Fort Wilhelmus sur la Zuid rivier. Pierre Minuit, ayant remplacé le directeur de la colonie décide plutôt de protéger l’embouchure de la Noortrivier, et de regrouper les activités des comptoirs commerciaux au sein d'une enceinte fortifiée à cause des menaces de représailles des Agniers à la suite de la participation de l'officier néerlandais Daniël Crieckenbeeck et deux de ses soldats à l'assaut raté donné contre eux par les Mohicans plus tôt durant l'année. Noten Eyland étant évidemment trop petite pour y développer une colonie de peuplement, Pierre Minuit négocie l'achat de l'île de Manhattan aux Amérindiens Lenapes, pour 60 florins de marchandises. Lors de la construction du Fort Amsterdam, la guerre entre les Agniers et les Mohicans contraint les colons à se réfugier à l'intérieur de l'enceinte à plusieurs reprises par mesure de sécurité.

## Les conquêtes (1664-1674)
Pendant l'année précédant la deuxième guerre Anglo-néerlandaise, qui oppose l’Angleterre aux Provinces-Unies, la Nouvelle-Néerlande est conquise par les Anglais en temps de paix. Le directeur-général Pieter Stuyvesant signe la capitulation de la Nouvelle-Amsterdam le 8 septembre 1664. La colonie est rebaptisée New York, en l’honneur du Duc d’York, frère du roi Charles II. En 1667, les Néerlandais renoncent à leurs revendications sur cette portion du territoire américain, lors du Traité de Breda, et obtiennent en retour la souveraineté sur le Suriname. Cependant, lors d’une autre guerre opposant les Anglais aux Néerlandais, ces derniers reprennent brièvement New York en 1673-74 (rebaptisée Nouvelle-Orange) et le reste de la colonie, avant que les Anglais ne la récupèrent avec le Traité de Westminster, le 19 février 1674.

### Webographie
- Projet New Netherland